# Lijst van voorspellingen van het einde van de wereld
In deze lijst van voorspellingen van het einde van de wereld staan data van bekende personen die het einde van de wereld voorspelden of voorspellen.
| Datum                      | Voorspeller                                   | Details/verklaring |
| -------------------------- | --------------------------------------------- | --- |
| 157 – 172                  | Montanus                                      | Nieuwe Jeruzalem zal neerdalen in vlakte van Pepuza, stad in Frygië, Klein-Azië. |
| 365                        | Hilarius van Poitiers                         | |
| 400                        | Martinus van Tours                            | |
| 27 mei 482                 | Hydatius                                      | Deze bisschop van Aquae Flaviae (nu Chaves in Portugal) schreef zijn kroniek (ca. 469) in zijn rotsvaste geloof dat de mensheid in de eindtijd leefde en onafwendbaar afstevende op haar verdoemenis op deze dag, waarop Jezus zou terugkeren en de wereld vergaan. |
| 500                        | Hippolytus                                    | |
| 500                        | Tertullianus                                  | Duizendjarig rijk moet aanbreken in het jaar 500, omdat Jezus 5500 jaar na de schepping gekomen was en de 6000 jaar vol moeten worden. |
| 6 april 793                | Beatus van Liébana                            | Commentaar op de Apocalyps van Johannes |
| 968                        | Keizer Otto III                               | |
| 1 januari 1000             | Europese christenen                           | Gelovigen die het gedachtegoed van het Chiliasme aanhingen en de voorspelling van het Duizendjarig vrederijk opvatten als begonnen zijnde bij de geboorte van Christus. |
| 1186                       | Johannes van Toledo                           | Voorspelling gebaseerd op een veronderstelde samenstand van zeven planeten. De voorspeller was niet de kardinaal die bekendstond als Johannes van Toledo, want die was al overleden. Het kan een gelijknamige tijdgenoot geweest zijn die arts was. |
| 1205                       | Joachim van Fiore                             | |
| 1282                       | Paus Innocentius III                          | Innocentius III meende dat de wereld 666 jaar (het getal van het Beest) na het ontstaan van de islam ten einde zou komen. |
| 3 oktober 1533             | Michael Stifel                                | De Duitse wiskundige Stifel bestudeerde de Bijbel vanuit wiskundig oogpunt en voorspelde op basis daarvan het einde van de wereld. Toen zijn voorspelling niet uitkwam, werd hij gevangengezet om hem te beschermen tegen boze dorpelingen. |
| 5 april 1534               | Jan van Leiden en de dopers                   | Wereld zal verwoest worden met uitzondering van Münster - het Nieuwe Jeruzalem. |
| 2040 of 1558               | Maarten Luther                                | Wereldeinde was volgens deze berekening te verwachten 6000 jaar na de schepping van de wereld die in 3960 was geweest, vandaar 2040. Echter, gezien de val van Constantinopel in 1453 was eerder ook mogelijk. Hij nam de bekende 3,5 jaar en vermenigvuldigde die met het aantal aardse jaren van Jezus en kwam zo op 105 jaar. Deze opgeteld bij 1453 (val van Constantinopel) kwam hij op 1558; In andere geschriften is hij niet zo stellig.                                                                                            |
| 1656                       | Christoffel Columbus                          | Eindtijd breekt aan als de hele wereld het evangelie heeft gehoord en Jeruzalem door de christenen is heroverd. |
| 1688-1700                  | John Napier                                   | De Schotse wiskundige Napier voorspelde in diens boek The Plaine Discovery of the Whole Revelation of St. John dat de wereld ten einde zou komen tussen 1688 en 1700. |
| 1715 of 1766               | Isaac Newton                                  | Verwachtte einde heerschappij antichrist en paus; beschouwde de vier rijken uit Bijbelboek Daniël als het kader van de wereldgeschiedenis en berekende dat er 1200 van Daniëls 1290 jaren voorbij waren. |
| 8 mei 1774                 | Eelco Alta, predikant te Bozum.               | Als gevolg van een samenstand van vier planeten. Reden voor Eise Eisinga om een planetarium te bouwen om aan te tonen dat het onzin was. |
| 22 oktober 1844            | William Miller                                | Miller berekende in eerste instantie dat de wederkomst van Christus in 1843 zou zijn, via twee lijnen: 1. "zeven tijden" (Daniël 4:13): 2.520 jaar na de start van de ballingschap van Israël, die zij plaatsten in 677 v.Chr. en 2. "2.300 dagen" (Daniël 8:14): 2.300 jaar na het decreet om de tempel van Jeruzalem te herbouwen, dat zij plaatsten in 457 v.Chr. De definitieve datum werd uiteindelijk bepaald op 22 oktober 1844. Toen zijn voorspelling niet uitkwam, leidde dit tot de Great Disappointment (Grote Teleurstelling). |
| 1844/1847                  | John Nelson Darby                             | Opname van de gemeente; noemt later consequent geen datum. |
| 1864/1867                  | Edward Irving                                 | Opstanding der rechtvaardigen: Aan het einde der 1355 dagen van Daniël, of het jaar 1867; zowel hijzelf als zijn kerkgenootschap noemden ook andere data. |
| oktober 1914               | Charles Taze Russell                          | Russell is de stichter van de beweging van Bijbelonderzoekers en publiceerde de eerste versie van zijn voorspelling in Zion's Watchtower van november 1880, blz. 1. In 1897 kondigde hij in deel 4 van de "Schriftstudies" aan dat de volledige verwoesting van de wereld kon worden verwacht "tegen het einde van de Tijden der Heidenen in oktober 1914 A.D.". |
| 1915                       | Charles Taze Russell                          | Nadat duidelijk was dat zijn eerdere voorspelling niet was uitgekomen, schreef Russell in een herdruk van deel 2 van de "Schriftstudies" dat "het einde van de koninkrijken van deze wereld ... tegen het einde van 1915 zou moeten hebben plaatsgevonden". |
| lente 1918                 | Joseph Franklin Rutherford                    | Rutherford hernoemde na een schisma onder de Bijbelonderzoekers de hem loyale aanhang tot Jehova's getuigen en zag toe op de publicatie van wat werd gepresenteerd als een postuum werk van Charles Taze Russell. |
| 1925                       | Joseph Franklin Rutherford                    | Rutherford stelde in 1922 dat Christus 70 "jubeljaren" na de intocht van het volk Israël in Kanaän zou wederkomen. Een jubeljaar kwam eens in de 50 jaar voor. Israël werd verondersteld in 1575 v.Chr. Kanaän te zijn ingegaan. 70 x 50 = 3500 jaar na 1575 v.Chr. = 1925. |
| 21 december 1954           | Dorothy Martin                                | Dorothy Martin, een huisvrouw uit Chicago, beweerde via automatisch schrijven berichten door te krijgen van buitenaardse wezens. De wereld zou op 21 december 1954 vergaan door een grote stortvloed. |
| 1961/ 1968/ 18 maart 1972  | Lou de Palingboer                             | Beweerde God te zijn, het eind zou komen in een van de genoemde jaren, maar niet voor hem. |
| zomer 1969                 | Charles Manson                                | Manson voorspelde een apocalyptische oorlog, genaamd "Helter Skelter", naar aanleiding van onvrede over liefdesrelaties tussen mensen van verschillende rassen. De Manson-moorden waren het gevolg van deze voorspelling. |
| 1975                       | Frederick William Franz                       | Franz (leider van Jehova's getuigen) stelde dat de wederkomst van Christus en het einde van de wereld 6000 jaar na de schepping van Adam zou plaatsvinden. Aangezien hij beweerde dat Adam in 4026 v.Chr. werd geschapen, zou Christus in 1975 wederkomen. |
| 1988                       | Hal Lindsey                                   | Binnen 40 jaar na stichting staat Israël. |
| Ergens tussen 1997 en 2007 | Nostradamus                                   | Berekend aan de hand van zijn kwatrijnen en het magische millenniumwisselen. |
| Rond 2000                  | Besturend Lichaam van Jehova's getuigen       | In 1989 stelde De Wachttoren dat het predikingswerk van Jehova's getuigen "in onze twintigste eeuw" zou worden voltooid. In eerdere uitgaven en publicaties werd gesteld dat het predikingswerk zou zijn voltooid als Christus' duizendjarige koninkrijk zou beginnen. In herdrukken en de digitale versie van deze uitgave van De Wachttoren werd deze zinsnede gewijzigd in "in onze tijd". |
| Begin mei 2000             | Door velen aangenomen                         | Samenstand van 6 hemellichamen en bovendien in het jaar van een millenniumwisseling. |
| 21 november 2001           | Heinrich van Geene                            | Leden van het Efraim Genootschap houden hun kinderen uit school en doen huis en winkel van de hand, omdat ze gezegd is dat ze 21 november worden opgenomen. |
| 2007                       | Wim Malgo                                     | 40 jaar na de Israëlische verovering van Oost-Jeruzalem. |
| 11 april 2002/2005/2010    | Prof. F.W. Rutten                             | Antichrist zal Vaticaan overnemen, 2002 zal een wonder gebeuren. |
| 21 mei 2011                | Harold Camping                                | Volgens Camping zou op 21 mei 2011 de wereld vergaan en de opname van de gemeente geschieden, waarbij God drie procent van de mensen mee zou nemen naar de hemel. |
| 21 oktober 2011            | Harold Camping                                | Kort na 21 mei 2011 wijzigde Camping de datum waarop de aarde zou vergaan in 21 oktober 2011. |
| 21 december 2012           | Verkeerd begrepen lange telling van de Maya's | Op 21 december 2012 eindigt de Vijfde Grote Cyclus van de Mayakalender. Zie ook het 2012-fenomeen. |
| 23 augustus 2013           | Grigori Raspoetin                             | Raspoetin, een Russische mysticus die stierf in 1916, voorspelde dat er op deze dag een storm zou plaatsvinden, waar vuur het meeste leven op het land zou vernietigen en Jezus terug zou komen naar de aarde om mensen in nood te troosten. |
| 23 september 2017          | David Meade                                   | Op basis van cijfers uit de bijbel (voornamelijk het getal 33) heeft hij berekend dat 33 dagen na de zonsverduistering van 21 augustus het einde der tijden aanbreekt. |
| 2028-2048                  | Tim LaHaye                                    | Ging net als de Jehova's getuigen uit van 1914 en zette de duur van één generatie op 90 jaar. Toen dit niet uitkwam, werd de datum verschoven. |
| vóór 2032                  | Orlando Bottenbley                            | Zei in 2010 dat Christus binnen 25 jaar terug zou keren. |
| 2060                       | Isaac Newton                                  | Uit zijn geschriften zou blijken dat hij zich bezighield met het decoderen van verborgen boodschappen die hij en anderen in Bijbelteksten veronderstelden en met het voorspellen van plagen en oorlogen. |